# Zodarion ohridense
Zodarion ohridense är en spindelart som beskrevs av Jörg Wunderlich 1973. Zodarion ohridense ingår i släktet Zodarion och familjen Zodariidae. Inga underarter finns listade i Catalogue of Life.